# 法蘭西組曲

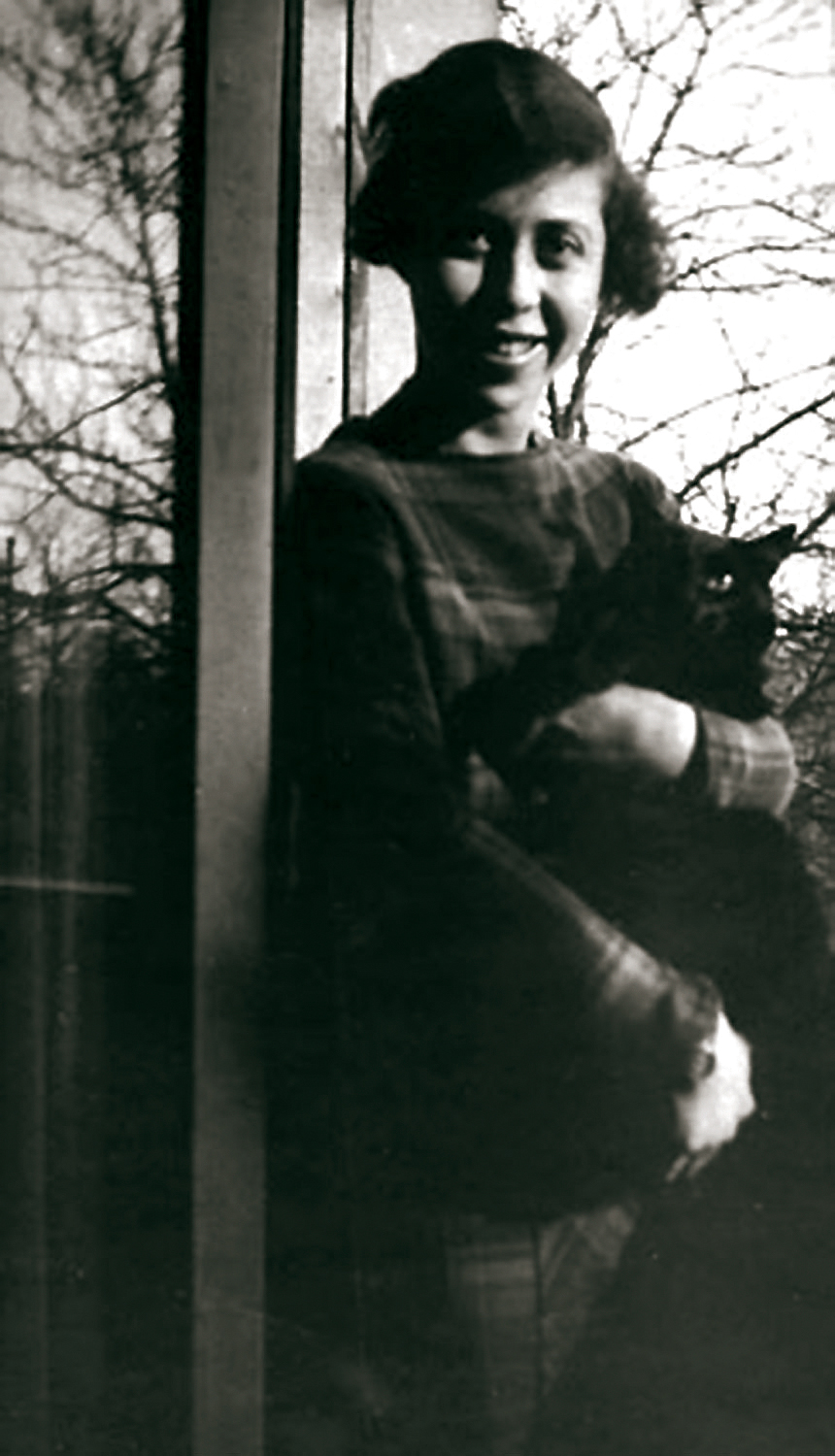
依蕾娜·內米洛夫斯基與貓的合照

《法蘭西組曲》（法語：Suite française），作者為已故猶太裔俄籍作家依蕾娜·內米洛夫斯基（Irène Lvovna Némirovsky）未完成的最後遺作。
全書用白描手法描繪出1940年第二次世界大戰時的巴黎大逃亡，全書原本預計五部、但作者寫完第一部《六月風暴》（Tempête en Juin）和第二部《柔板》（Dolce），並留下一些片段與手稿後隨即被法國憲兵逮捕，1942年夏天於奧斯威辛集中營遇害。
依蕾娜的大女兒丹妮絲（Denise Epstein）當時年僅13歲，帶著妹妹四處逃亡時始終帶著一只箱子，裡面裝了母親依蕾娜遺留下來的珍貴紀念物：《法蘭西組曲》的手稿。
多年以來，姐妹倆始終小心保存著手稿，卻一直以為那是母親的日記，生怕自己會無法承受其中的內容而並未閱讀。九零年代末，丹妮絲決定將手稿捐給當代文學紀念館（Institut Mémoires de l'Edition Contemporaine），一間專門保存戰時回憶錄的法國機構，認為自己至少應該閱讀過一遍再捐，才終於發現所謂的日記其實是一篇長篇小說。
塵封了五十年，將近半世紀以後，《法蘭西組曲》終於在2004年由法國Denoël出版社發行出版，立刻使世界嘩然。《法蘭西組曲》被讚為是最貼近二戰時期的真實之作。
2004年，被譽為法國五大文學獎之一的「勒諾多文學獎」（Prix Renaudot）修改頒獎辦法，破例將獎項頒給已過世數十年的天才作家依蕾娜·內米洛夫斯基和她的《法蘭西組曲》。

## 創作背景
《法蘭西組曲》寫於六十五年前的法國鄉間。作者依蕾娜·內米洛夫斯基，1903年出生於烏克蘭基輔的猶太銀行家族。
依蕾娜很崇拜事業成功的父親雷昂．內米洛夫斯基（Léon Némirovsky），但父親白天努力經營銀行事業，晚上卻沉迷賭博，並沒有對女兒多加照顧，所以依蕾娜的童年大多跟在法文家庭教師Gouvernante身邊，因為這個緣故，使用法語對身為烏克蘭猶太裔的依蕾娜來說猶如母語般自然。
為了滿足心裡面關於家庭的缺憾，她讀了不少各國文學著作，為日後寫作打下深厚基礎。十八歲以後，她進入索荷邦大學（Sorbonne）就讀，同時開始以法文創作。
1929年依蕾娜以處女作《大衛．高勒德》（David Golder）驚豔法國文壇，接著迅速走紅，不少著作都成為暢銷書，有幾部作品甚至還拍成了電影。
1939年9月1日，第二次世界大戰爆發。依蕾娜和丈夫米歇．埃普斯坦（Michel Epstein），知道自己猶太裔的身份會招來麻煩，於是帶著兩個女兒丹妮絲（Denise）和伊莉莎白（Elisabeth）前往勃艮第（Bourgogne）南部的索恩與羅亞爾省（Saône-et-Loire），並在裡面的小鎮伊希-雷維克（Issy - l'Évêque）躲藏起來。
隱居期間依蕾娜開始計畫要寫一本描寫這次「巴黎大逃亡」及日後國內情勢的小說。她的種種經歷和和巴黎人集體大逃亡的倉皇混亂變成了第一部《六月風暴》（Tempête en Juin）的主要內容。
而在小鎮當中和佔領軍與法國外省居民間的互動以及其中細緻的情感變化，則成為第二部《柔板》（Dolce）的中心。
1942年7月13日，法國憲兵無預警敲響內米洛夫斯基家的大門，而被逮捕帶走的依蕾娜在一個月後就死於奧斯威辛集中營，得年三十九歲。但這份珍貴的未完手稿卻裝在皮箱裡面留給了她的大女兒丹妮絲，並沒有隨著她的死去而消失。

## 書本內文

### 第一章：六月風暴（Tempête en Juin）
《六月風暴》寫的是第二次世界大戰時，巴黎人嗅到戰爭氣息而爭相出逃的慌亂景象。平淡清冷的白描手法忠實冷酷的刻劃出當時巴黎居民急於逃離法國首都的驚惶樣貌。
從大資產家到銀行小職員和暴躁易怒的老闆、自命不凡卻愚蠢可笑的作家，各種處於不同階級、擁有不同身分與人生規劃的人全都因為戰爭而恐慌走在一起，爭相出逃巴黎的同時也能看出人性赤裸的自私和天真無畏的光芒。
依蕾娜分以小節交錯側寫這些人的心情、命運和逃亡路上遭受轟炸以及法軍投降後居民返回巴黎的一幕幕情景。裡面有難以計數的懦弱景像：被情人拋棄的情婦、遭受轟炸後而被丟在廢棄農莊的傷者、死抓著破爛原稿不願放手的作家...六月風暴展現出當時崩潰的法國人民，在國家陷入戰爭的時刻丟棄虛偽浮誇的生活外表，為了生存而掙扎的混亂真實。

### 第二章：柔板（Dolce）
相較於描述混亂的《六月風暴》，《柔板》的節奏是緩慢而細緻的，主要描寫德軍進駐法國蒲希小鎮之後的情節，當時的法國已經戰敗，淪於德軍之手，無所不在的敵軍從城市到鄉間都展開了军事占领行動。
依蕾娜沒有描述刻板的戰敗形象，而是將戰爭的慌亂場面巧妙轉換成敵對兩國之間的情感掙扎。因為戰爭，男性從法國女人的生活中缺席了，取而代之的則是身邊大量出現的德國士兵，女性成為第二章的主要描繪者，而女性某些纖細柔軟的特質也更為鮮明。戰敗國的女性和占領自己領土、屠戮親人的敵人一同相處，其中的情感糾結相當深刻而耐人尋味。

### 未完部分
逃避德軍搜捕的隱居期間，依蕾娜不時替《法蘭西組曲》做架構和筆記，有時也對法國的情勢加以評論。
整部小說計畫採取貝多芬第五號交響曲的架構，依蕾娜在筆記本上寫下五部篇名：除了現有的《六月風暴》（Tempête en Juin）和《柔板》（Dolce），還有《囚禁》（Captivité）以及尚在計畫中，被打了問號的《戰爭？》（Battailles?）、《和平？》（La Paix?）
其中《囚禁》（Captivité）已有部分段落，而無法寫出的《戰爭？》（Battailles?）與《和平？》（La Paix?）則可以從篇名看出依蕾娜有直向托爾斯泰《戰爭與和平》致敬的意涵。《法蘭西組曲》若能完成，或許真可以成為一部「現代版」的《戰爭與和平》。
與二戰後非常熱門的傷痕文學、浩劫文學不同，依蕾娜·內米洛夫斯基直接以身處戰爭當下的特殊位置，貼身寫出當時的時代氛圍跟人性善惡，但《法蘭西組曲》也不同於《安妮的日記》，既不是寫實小說也不是抗戰文學，讓她關心的並非單一種族、國籍身份的苦難，而是所有人都可能遇到的困境，她以透徹的雙眼和筆鋒，用細小字體紀錄著她的「所見所聞」，即使故事、主角本身是杜撰的，但依舊非常真實。
《法蘭西組曲》結構完整，敘述時使用古典風格，大多數以第三人稱寫作，並沒有很多「我」等主觀手法，利用無數片段與場景拼湊出當時的法國景像。
《法蘭西組曲》同時收錄作者的寫作筆記，以及她與出版社和後來她丈夫為了營救她而奔走的書信紀錄，從這裡面都能窺見這部鉅著未完成篇章後續的可能發展，和作者生活在當時情景之下的日常片段。

## 出版
2004年，《法蘭西組曲》剛出版一個多月，就有15個國家直接在法蘭克福書展（Frankfurt Book Fair）購買該書版權。英國於2004年出版英譯版，而美國的版本則是在2006年出版。台灣於2009年出版。

## 獎項
《法蘭西組曲》成為法國勒諾多文學獎得獎作品，依蕾娜是該獎項中唯一破例獲獎的已故作家。

## 电影改編
改编自该小说的英国影片《法国战恋曲》于2015年上映。